# Ajaz Giljazov
Ajaz Mirszajet uli Giljazov (tatár arab:ئاياز مىرسەيىٰت ئوغلىٰ غىلەجف / tatár cirill: Аяз Мирсәет улы Гыйләҗев [Ayaz Mirsäyet uğlı Ğiläcef]) (Csukmarli, Tatár ASzSzK, 1928. január 17. – Kazany, Tatár Köztársaság, 2002. március 13.) Gorkij-díjas tatár nemzeti író, drámaíró, publicista.

## Életútja
Giljazov a tatárföldi Csurmakli faluban született 1928-ban. Gyermekkorát a Zaj járásban található Jugari Bagrazs faluban töltötte. Itt kezdte iskoláit, de a tizedik osztályt már Szarman gimnáziumában járta ki. 1945-től kolhozban, 1946–1947-ben a Komszomol Zaj járási bizottságában dolgozott.
1948-tól a patinás Kazanyi Állami Egyetem hallgatója lett. Az első évtől lelkesen járt az egyetem irodalmi körébe, ahol megosztotta első alkotói tapasztalatait. A háború utáni évek sztálini elnyomása a kazanyi egyetemen tanuló tatár hallgatók egy csoportját, így Giljazovot sem kerülte el: 1950. március 22-én szovjetellenes szervezkedés és nacionalizmus terjesztésének vádjával letartóztatták, 7 évre ítélték. Egy évig a kazanyi Cserek kül börtönben, majd 1955 augusztusi szabadulásáig kazahsztáni, Karagandi környéki Gulag-lágerekben (Zseszkazgan, Kengir, Balkas, Aktasz, Volinka) raboskodott, ahová később visszalátogatott. A munkatáborokban építőipari szakmákat (pl. kőfaragó) sajátított el.
Miután visszatért Kazanyba, folytatta megkezdett tanulmányait, és az egyetem Történelem-Filológia Karán 1944-ben létrehozott Tatár Nyelv és Irodalom Tanszéken szerzett oklevelet.
1957 márciusától 1961 augusztusáig Giljazov irodalmi munkatársként dolgozott a Csajan és az Azat hatin folyóiratoknál, a Szovjet adabijati irodalmi folyóiratnál a prózarovat szerkesztőjeként. 1956 és 1960 között ezekben és a Jalkinban mintegy három tucat novelláját, tárcáját, cikkét és első terjedelmesebb műveit publikálta.
1961-től Moszkvában, a Szovjet Írószövetség kétéves felsőfokú irodalmi kurzusán vett részt, ahol 1963-ban diplomázott. Ezt követően hivatásos íróként folytatta irodalmi alkotótevékenységét.

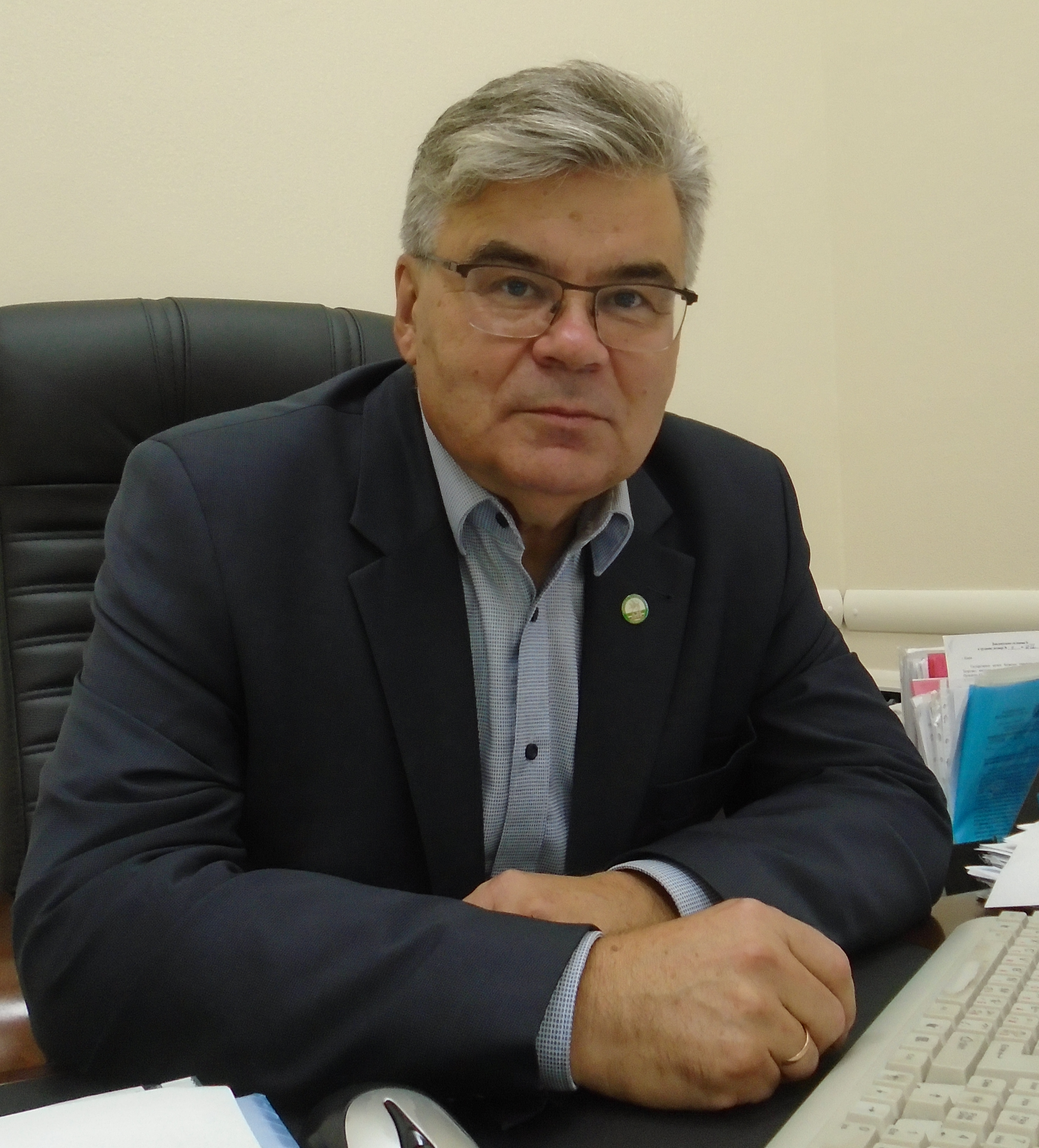
Ajaz Giljazov elsőszülött fia, Iszkander (2021. szept. 7.)

### Családja, leszármazottai
Egy-két évvel szabadulása után Giljazov feleségül vette a lágerévek alatt is hozzá kitartóan hű Nakija Gimagyejevát, a tatár nyelv tanárát, aki egész életében Ajaz Giljazov támasza és támogatója volt, és aki három fiúval ajándékozta meg. Az író gyakran büszkélkedett: „A tatár írók közül ki más nevelt föl három ilyen fiút?”
- Iszkander(wd), 1958. augusztus 31-én született. Ugyanazon egyetem ugyanazon Történelem-Filológia karán szerzett diplomát, ahol édesapja. Neves történész lett, a történelemtudományok doktora.[10] Vezette a Kazanyi Szövetségi Egyetem Tatár népek történeti tanszékét. Egyik kutatási területe a tatár diaszpóra és a 19–20. századi emigráció története.[11] 2007 óta a Tatár Köztársaság Tudományos Akadémiája levelező tagja.[12] A Tatár Köztársaság Tudományos Akadémiája Tatár Enciklopédia és Regionális Tanulmányok Intézetének igazgatója.[13] Nős, két lánya van: Galija és Miljausa.
- Manszur Giljazov(wd) (sz.: 1961[14]) – noha építész képzettséggel is rendelkezik – apja nyomdokába lépett: drámaíró lett, és filmforgatókönyveket ír. Nős, három gyermek, Zifa, Musza és Arman apja.
- Giljazov legfiatalabb fia, Rasat Ajazovics üzleti tevékenységet folytat, és három fia született.

## Munkássága
Giljazov korai írói tapasztalatai diákkoráig nyúlnak vissza. Az egyetemen kezdett el írni, azonban aktív írói tevékenységének kezdete 1956-ra datálható. Műveit kezdetben sehol sem adták ki; néhány elbeszélése leendő felesége, Nakija Gimagyejeva nevén jelent meg. A TASzSzK regionális bizottsága számos művét a szocialista rendszer becsmérlésének minősítette és betiltotta, a kéziratok évekig hevertek. A Három arsin föld tervezett svéd és német fordítása is meghiúsult.
Tatár nyelven írt, művei oroszra és a Szovjetunió számos más népének nyelvére lefordítva értek el szélesebb olvasóközönséget. Egyes művei Törökországban is népszerűek; ott elnevezték a tatár Stendhalnak.
Az életműve javát a számtalan novella mellett 5 regény, mintegy 20 kisregény és több mint 40 színdarab alkotja. Kezdetben elbeszéléseket, esszéket, tárcákat és cikkeket publikált folyóiratokban. A műfaj, amely hírnevet szerzett számára, az a novella. 1958-ban megírta első elbeszélését (Négyen voltak), majd egymás után jelent meg a Három arsin föld, a Zaj gyöngyszemei, a Középen, a Tavaszi karavánok, a Történet szeretetről és gyűlöletről. Ezekben kora akut problémáit feszegette. Korai műveit a letisztult írásmód, a rideg realizmus, a népi képekben és jellegzetes képalkotási technikákban gazdag nyelvezet, az emberi lény bonyolult szellemi világának és cselekedeteinek elemzése jellemzi, függetlenül attól, hogy milyen korszakról írt, de később is üde, dallamos és természetes nyelvezetet használt.
Az 1950–1960-as évektől kezdődően a színházak színpadán is megjelentek darabjai.
A tatár népet az 1980-as években sújtó társadalmi problémákra – az, hogy az urbanizációs folyamat során elveszítik történelmi gyökereiket – reagálva Giljazov faluhelyen folytatta prózai munkásságát. A kakas kiröpült című novellában Giljazov ismét a modern tatár falu lelkiállapotát tárja föl, hangsúlyozva a nemzeti lelkület eredetiségét. Keserű fölismerése, hogy az önérdek, az irigység, a kapzsiság, az anyagi gazdagságra való törekvés behatolt a falu életébe és lakóinak tudatába.
Munkáiban a fő prototípus önmaga volt, és sorsa a pozitív szereplők sorsában is megmutatkozik. Természetesen, az irodalmi hősök gyakran kollektív képek, de nagyrészt mégis a saját sorsáról írt.
Késői éveiben a regény műfaja felé fordult. Olyan nagyszabású művei jelentek meg, mint a Kinek a kezében van a fejsze?
A sztálini lágerek témája a tatár írók – kortársai közül Ibrahim Szalahov (Kolimai töreténetek; 1989), Fakil Szafin (Csalóka hajnal) – műveiben is megjelent, Giljazovnál az Imádkozzunk! című regényében.
Művei több, 4 (1993–1994), 5, illetve 6 (2013–2016) kötetes gyűjteményes kiadásban is megjelentek.
Az író halála után sok kiadatlan, személyes és szakmai levél maradt hátra. A kiadói jogot feleségére, Giljazova Nakija Ilgametdinovnára hagyta.

## Művei

### Regények
- Урамнар артында яшел болын (1970) – oroszul: За околицами луга зеленые (A kertek alatt zöld a rét) (1970)
- Алтынчы августка кадәр (Augusztus hatodikáig) (regény-krónika; 1987) – oroszul: Другого пути нет (Nincs más út) (1990)
- Балта кем кулында (Kinek a kezében van a fejsze?) – oroszul: В чьих руках топор? (1989)
- Яра (Seb) (1989-ben a Kazan utlari (Kazany fényei) folyóiratban; 1991) – törökül: Yara (2018) ISBN 978 605 8207 44 8
- Йәгез, бер дога! (Gyerünk, imádkozzunk!) (1991–93 között a Казан утлары (Kazany fényei); 1997) – oroszul: Давайте, помолимся! (2016) ISBN 978 5 298 03386 2 – magyarul: Imádkozzunk! (2017) ISBN 978 963 12 7911 5

### Kisregények, novellák
- Дүртәү (Négyen) (1961) – oroszul: Их было четверо (Négyen voltak) (1958)
- Рәтле кешеләр (Sorba állított emberek) (1959)
- Өч аршин җир (Három arsin(wd) föld) (novella a Szovjet adabijati (Szovjet irodalom) című folyóiratban; 1962) – oroszul: Три аршина земли (1963; 1987) – törökül: Bir Avuç Toprak (2008; 2013; 2014) ISBN 978 605 5988 72 2 – angolul: Three Yards of Land (2021) ISBN 9798476591580
- Зәй энҗеләре (Zaj gyöngyszemei) (1963) – oroszul: Жемчужина Зая (1963)
- Тәрәзәләр (Ablakok) (1967)
- Урталыкта (Középen) – oroszul: В середине (1969)
- Язгы кәрваннар (Tavaszi karavánok) (novellák; 1972) – oroszul: Весенние караваны (1987)
- Кызлар хатлары (Lányok levelei) (novellák; 1972) – oroszul: Девичьи письма (1973)
- Диляра (Gyiljara) ( 1973)
- Мәхәббәт һәм нәфрәт турында хикәят (Történet szeretetről és gyűlöletről) (1973) – oroszul: Любовь и ненависть» (1976; 1979)
- Җомга көн кич белән (Péntek este) (regény és novella;1980) – oroszul: В пятницу вечером (1985) – törökül: Cuma Günü, Akşam (2013; 2014) ISBN 978 605 5988 66 1
- Әтәч менгән читәнгә (A kakas kiröpült) (1979–1980) – oroszul: Взлетел петух на плетень (1981)
- Татарстан могҗизасы (Tatárföld csodája) (novellák, esszék; 1985)
- При свете зарниц (Villámok fényénél) (válogatott novellák; 1986; 1990 ISBN 5 268 00923 0; 2017 ISBN 978 5 298 03528 6)
- Алсу, Илдус һәм былбыл (Alszu, Ildusz és a csalogány) – oroszul: Алсу, Ильдус и соловей (2010-ben gyermekirodalom kategóriában az év könyve lett.[19])

### Színművek
- «Көзге ачы җилләрдә» (Őszi csípős szélben) (1961),
- «Кара күзле кызлар» (Fekete szemű lányok) (1964),
- «Яланаяклы кыз» (Meztelen lány) (1964),
- «Шомырт чәчәк атканда» (Amikor az orgona virágzik) (1968),
- «Эңгер-меңгер» (Alkonyat) (1971),
- «Сары чәчәк ата көнбагыш» (Sárga virágú napraforgó) (1974),
- «Йә кайтырбыз, йә кайтмабыз» (Visszatérünk vagy nem térünk vissza) (1975),
- «Югалган көн» (Elveszett nap) (1976),
- «Кар астында кайнар чишмә» (Hőforrás a hó alatt) (1976),
- «Без унике кыз идек» (Tizenketten voltunk lányok) (1977),
- «Китмәгез тургайлар!» (Ne menj el!) (1978),
- «Әгәр бик сагынсаң» (Ha nagyon hiányzom) (1979),
- «Шикәрем син, Балым син» (Te vagy az édesem, te vagy a drágám) (1981),
- «Ефәк баулы былбыл кош» (Csalogány selyemzsinóron) (1982),

## Műveinek földolgozása
- Három arsin föld – színdarab (1999; rendező: Abilhaer Szafiullin)[20]
- Péntek este – film Bibinur (Бибинур) címmel (2009; rendező: Jurij Feting)[21][22]
- Jara (Яра) című elbeszélése színpadon[23][24]
- Csalogány selyemzsinóron (Ефәк баулы былбыл кош) – színdarab[25]

## Díjai, kitüntetései
- A Tatár ASzSzK érdemes művésze (1978)
- Tatár állami Gabdulla Tukaj-díj (1983)
- Az Oroszországi SzSzSzK érdemes művésze (1985)
- OSzSzSzK állami Gorkij-díja (1987)
- A Tatár Köztársaság nemzeti írója (1993)

## Emlékezete
2020-ban a Naberezsnij Cselnij Állami Drámai Színház fölvette Ajaz Giljazov nevét.
Kazanyban utcát neveztek el Ajaz Giljazovról.

## Magyar kapcsolata
Giljazov a volinkai lágerben barátkozott össze a később műfordítóként ismertté vált Galgóczy Árpáddal, aki a lágerben tréfásan Batu kánnak nevezte. Giljazov azzal nyerte el Galgóczy teljes bizalmát, hogy visszautasította a láger nyomozótisztjének az "együttműködésre" (besúgásra) való felszólítását, noha ez komoly következményekkel járhatott. "Árpád, a becsületem a szabadságomnál is többet ér!" – mondta. Giljazov az Imádkozzunk! című memoárregényében meg is emlékezik Árkása hudozsnyikról, aki 1953-ban és '54-ben két ceruzarajzot is készített róla.
Giljazov élete végéig kereste és kerestette túlélő lágertársait. Néhányukkal sikerült is találkoznia, de Galgóczyt, a büszke magyart egy betűelírás miatt (Golgoczy) eredménytelenül. Végül egy 2012 év végén született orosz nyelvű írás nyomán jött létre, immár Giljazov özvegyével, fiaival és unokáival a találkozás. Galgóczyra 2016-ban a Tukajról elnevezett Tatárságtudományi és Turkológiai Főiskola docense, Miljausa Habutgyinova talált rá, és a kapcsolatfelvétel a kazanyi Magyar Főkonzulátus segítségével jött létre. Az akkor már 88 éves Galgóczy életében először utazott Kazanyba, hogy jelen lehessen Giljazov memoárregénye orosz nyelvű fordításának bemutatóján. Galgóczy ekkor így emlékezett vissza egykori rabtársára: Becsületes, őszinte, intelligens ember. Szinte a testvérem volt.